# Fonds de solidarité nationale (Tunisie)
Pour les articles homonymes, voir Fonds de solidarité nationale.
Le Fonds de solidarité nationale (FSN) est une institution gouvernementale tunisienne destiné à la collecte de fonds afin de permettre des investissements publics dans des programmes et projets de réduction de la pauvreté. Doté d'environ 0,1 % du PIB tunisien, il est généralement connu sous le régime de Zine el-Abidine Ben Ali sous son numéro de compte postal : 26-26.
Il est créé le 8 décembre 1992 à la suite, selon la terminologie officielle, d'une « visite historique des zones d'ombre de Zwakra et Barrama » (deux localités du nord-ouest du pays) effectuée par le président Zine el-Abidine Ben Ali quatre jours auparavant. D'ailleurs, la loi n°92-122 votée le 29 décembre 1992 précise que « les différentes interventions [sont] décidées par le chef de l'État » et ne font donc l'objet d'aucun contrôle parlementaire. Le fonds est ensuite complété par la Banque tunisienne de solidarité créée en 1998 pour financer les projets et le Fonds national de l'emploi 21-21. Après la révolution tunisienne de 2011, le transfert de sa tutelle au ministère des Affaires sociales est envisagé.
Il est dirigé à partir de 2004 par l'ancien gouverneur de Tunis Omar Ben Mahmoud.

## Objectifs
Les objectifs officiels du fonds sont les suivants :
- désenclaver les « zones d'ombre » ;
- améliorer les conditions de vie de leurs habitants ;
- assurer une base économique dans ces zones par le biais de projets générateurs de revenus.

Il visait également, avant la création de la Banque tunisienne de solidarité, à insérer les bénéficiaires dans le processus de développement en les aidant à se prendre en charge à travers le financement de micro-projets (dons et crédits).

## Réalisations
Afin de collecter des fonds, le FSN mobilise, le 8 décembre de chaque année, dans le cadre de la Journée nationale de la solidarité, les individus et les entreprises. En 1994, 182 000 donateurs auraient permis la collecte de cinq millions de dinars. En 2005, plus de 3 750 000 personnes auraient permis la collecte de 28 millions de dinars.
En treize ans, il aurait ainsi collecté 857 millions de dinars, incluant de 1993 à 2007 50 % de versements de l'État prélevés sur le budget national, et permis de réaliser des projets dans 1 817 « zones d'ombre », touchant environ 12,5 % de la population :
- 4 538 kilomètres de routes et de pistes[1] ;
- 64 520 logements dont 25 000 améliorations d'un montant de 212,729 millions de dinars ;
- 81 762 familles bénéficiaires d'eau potable et 71 681 en électricité et énergie solaire ;
- 61 499 sources de revenus jusqu'en 2000[1] ;
- des écoles primaires, des centres de santé, culturels et de loisirs pour les enfants.

Les interventions auraient également permis de contribuer à l'amélioration du taux d'électrification rural de 25,63 % et de l'alimentation de l'adduction en eau potable de 68,31 %. Le budget 2008 se monte à 37 millions de dinars investis pour les deux-tiers dans les régions de l'intérieur du pays.

## Critiques
Selon Béatrice Hibou, plutôt que par des « dons volontaires », le fonds serait en fait alimenté sous le régime Ben Ali par des « dons obligatoires ». Ainsi, les entreprises doivent lui verser deux dinars par mois et par salarié, les fonctionnaires sont prélevés d'une journée de salaire, les agriculteurs d'un pour-cent de leurs ventes, etc. Cette quasi-obligation de solidarité est assimilée à un impôt discrétionnaire.
De plus, l'incertitude pèse sur le montant prélevé tant manquent des données chiffrées vérifiées. Ainsi, il n'y a ni budget, ni liste de récipiendaires, ni grille de répartition des ressources, ni évaluation des actions menées, ce qui laisse craindre, plus qu'une non redistribution effective, une gestion clientéliste des ressources. La solidarité est ici instrumentalisée par le pouvoir, afin de renforcer son contrôle sur la population, en déterminant les « bons » et les « mauvais » pauvres, en imposant une contrainte fiscale supplémentaire, en canalisant les pratiques de charité, en renforçant le quadrillage de la société par le parti-État (RCD) dont les cellules locales sont notamment chargées d'identifier les récipiendaires, en faisant disparaître du paysage la mendicité, etc.

## Modèle
L'expérience tunisienne permet au pays de développer une expertise qui intéresse plusieurs pays. Ainsi, la coopération entre la Tunisie, le Luxembourg et le Mali a permis d'instaurer le Fonds de solidarité nationale malien. D'autres modèles ont été mis en place au Sénégal, au Burkina Faso et à Djibouti.
Afin d'étendre son modèle, le président Ben Ali lance un appel, le 7 septembre 2000, en faveur de la création d'un Fonds mondial de solidarité adopté au niveau de l'Assemblée générale des Nations unies le 22 décembre 2002 et géré par le Programme des Nations unies pour le développement.